# پریس، کبک
پریس (به فرانسوی: Price) روستایی در منطقه شهری لا میتیس ناحیه با-سن-لوران در استان کبک کانادا است. در سرشماری سال ۲۰۱۱ این روستا ۱٬۷۶۹ نفر جمعیت داشته‌است و مساحت آن ۲٫۳۵ کیلومتر مربع است.